# Червоносілка (Коростенський район)
Червоносі́лка (до 1925 року — Жидівка) — село в Україні, у Словечанській сільській територіальній громаді Коростенського району Житомирської області. Чисельність населення становить 5 осіб (2001).

## Географія
Селом протікає річка Жидіва, права притока Лохниці.

## Історія
У 1906 році — Жидова, хутір Словечанської волості Овруцького повіту Волинської губернії. Відстань від повітового міста 55 верст, від волості 25. Дворів 14, мешканців 119.
У 1923—54 роках — адміністративний центр колишньої Червоносільської сільської ради Словечанського району.